# Оружане снаге Руске Федерације
Оружане снаге Руске Федерације (рус. Вооружё́нные си́лы Росси́йской Федера́ции) су главна оружана сила Руске Федерације.
Врховни главнокомандујући Оружаних снага је председник Руске Федерације Владимир Путин.

## Команда
Врховни главнокомандујући Оружаних снага Руске Федерације је председник Руске Федерације.
Председник Руске Федерације такође формира и предводи Савет безбедности Руске Федерације, утврђује Војну доктрину Руске Федерације, поставља и разрешава највишу команду Оружаних снага.
Непосредно руководство Оружаним снагама остварује Министарство одбране Руске Федерације. У саставу Министарства одбране се налази Генералштаб Оружаних снага Руске Федерације који је задужен за оперативно руковођење и планирање. Начелник Генералштаба је први заменик министра одбране

## Обавезна војна служба
Формално, сви грађани старости 21–30 година подлежу регрутацији на годину дана активне војне службе, међутим, број регрута је прецизиран у свакој регрутној класи.
У јесењу регрутну класу 2023. године позвано је 137.000, а у пролећну 2024. године 150.000. Министарство одбране је план према којем ће се број регрута који се позивају повећати за 30%.

## Историја
Оружане снаге Руске Федерације су основане након распада Совјетског Савеза. Дана 7. маја 1992. године Борис Јељцин потписао је Уредбу о оснивању Министарства одбране и стављање свих совјетских оружаних снага на територију РСФСР под контролу Руске Федерације.

## Галеријa

### Ручно оружје
- МП-443 „Грач”
- Ак-74М
- СР-3
- Св-98
- ПКП „Печенег”
- РПГ-29
- „Корнет”
- ОСВ-96
- 9Л333 Верба

### Копнена војска
- Т-90А
- БМП-3
- БТР-82А
- ГАЗ „Тигр”
- КамАЗ „Тајфун”
- 2С19-М2 Мста-С
- Панцирь-С1
- ТОС-1А
- Робот „Платформа-М”
- С400
- Тор М2
- Тор - Арктичка варијанта - Тор М2ДТ

### Ратно ваздухопловство
- Су-35С
- Су-30СМ
- Су-34
- Ил-76МД
- А-50У
- Ту-160
- Ка-52
- Ми-26
- Ми-8АМТШ
- Ансат-У
- Су 57
- Миг 31БМ
- Миг 29ОВТ
- Миг 35Д
- Ми 35М
- Ми 28

### Ратна морнарица
- Крстарица 1164
- Разарач 1155
- Десантни брод 775М
- Корвета 21630
- Дизел подморница 877
- Нуклеарна подморница 971М
- Стратешка нуклеарна подморница типа 955
- Авион руске Авијацијске морнарице Су 33 на палуби Руског носача авиона „Адмирала Кузњецова”
- „Адмирал Кузњецов”
- „Адмирал Горшков”